# Husman Hagberg
HusmanHagberg är en svenskägd och oberoende fastighetsmäklarkedja med över 100 kontor och drygt 400 medarbetare, bestående av fastighetsmäklare och administrativ personal. Kedjan har kontor i hela Sverige och har även flera etableringar i Spanien. 
HusmanHagberg förmedlar villor, bostadsrätter, fritidshus, nyproduktion och kommersiella fastigheter. Företaget startades 1997 då Husman Mäklartjänst och Ingmar Hagberg Fastighetsbyrå gick samman och bildade den gemensamma franchisekedjan HusmanHagberg, då bestående av fyra kontor i Stockholmsområdet. VD för den svenska verksamheten är Fredrik Kjell.
HusmanHagberg drivs som franchise och huvudkontoret ligger i Stockholm. Kedjan är godkänd som certifierad medlem i Svensk Franchise.